# Цукровий Завод (зупинний пункт)
Цукро́вий Заво́д — пасажирський залізничний зупинний пункт Тернопільської дирекції Львівської залізниці на неелектрифікованій лінії Вигнанка — Іване-Пусте між станціями Борщів (5 км) та Іване-Пусте (19 км). Розташований в місті Борщів (місцевість Селище цукрового заводу)  Чортківського району Тернопільської області.

## Пасажирське сполучення
До 13 травня 2019 року через зупинний пункт прямували приміські поїзди сполучення Тернопіль — Іване-Пусте. Наразі рух приміських поїздів припинено на невизначений термін.